# Sidiki Sidibe
Sidiki Sidibe (* 26. Februar 1982) ist ein guineischer Fußballschiedsrichterassistent.
Seit 2011 steht Sidibe auf der Liste der FIFA-Schiedsrichter und ist an der Spielleitung internationaler Fußballspiele beteiligt, unter anderem in der CAF Champions League.
Sidibe wurde bei zwei Afrika-Cups eingesetzt. Beim Afrika-Cup 2019 in Ägypten und beim Afrika-Cup 2022 in Kamerun leitete er insgesamt fünf Spiele.
Zudem war er unter anderem Schiedsrichterassistent bei der U-20-Afrikameisterschaft 2017 in Sambia, in der afrikanischen WM-Qualifikation sowie bei diversen Qualifikations- und Freundschaftsspielen.